# Христов, Димитр (композитор)
Дими́тр Йордано́в Хри́стов (болг. Димитър Йорданов Христов; 2 октября 1933, София, Болгария — 26 февраля 2017, там же) — болгарский композитор, дирижёр, музыковед и педагог. Доктор искусствоведения (1975). Народный артист НРБ.

## Биография
В 1956 году окончил Болгарскую консерваторию у Марина Големинова (композиция). В 1951—1960 годах — дирижёр Ансамбля народных песни и танца. С 1960 года преподавал в своей альма-матер музыкально-теоретические предметы (с 1976 года – профессор). С 1969 года — старший научный сотрудник Института музыковедения Болгарской академии наук. С 1972 года — заместитель председателя Союза болгарских композиторов. В 1975—1979 годах — Генеральный секретарь Всемирного музыкального совета при ЮНЕСКО. Сочинения отражают особенности национального музыкального  фольклора, в частности шопского. Член БКП с 1968 года.

## Сочинения
- сатирическая опера «Игра, или Шопы забавляются игрой в старый испанский театр» (по комедии Хуана Аларкона, 1978, Варна)
- сатирическая опера «Золотая рыбка» (по сказке Александра Пушкина, 1984, Благоевград)
- 3 симфонии (1958—1969)
- концерт для фортепиано с оркестром (1955)
- концерт для скрипки с оркестром (1966)
- концерт для виолончели с оркестром (1970)
- концерт для фортепиано с духовым оркестром (1983)
- «Увертюра с фанфарами» для оркестра (1973)
- концертные миниатюры (1970)
- фортепианные сонаты
- пьесы для фортепиано

## Музыковедческие труды
- Хипотеза за полифоничния строеж. — София, 1970.
- Композиторът и общественото съзнание. — София, 1975.
- Към теоретичните основи на мелодиката., т. 1—2. — София, 1973—1982. (в рус. пер. — «Теоретические основы мелодики», т. 1. — М., 1980.)

## Награды
- 1983 — Народный артист НРБ